# 크랭크-니콜슨 방법
크랭크-니콜슨 방법(Crank–Nicolson method)은 유한차분법의 음함수적(암시적) 방법의 하나이다. 
영국 수학자 존 크랭크(John Crank)와 필리스 니콜슨(Phyllis Nicolson)이 개발했다. 역 오일러 방법과 오일러 방법을 절충한 방법이다.

## 같이 보기
- 사다리꼴 공식